# 黒棒

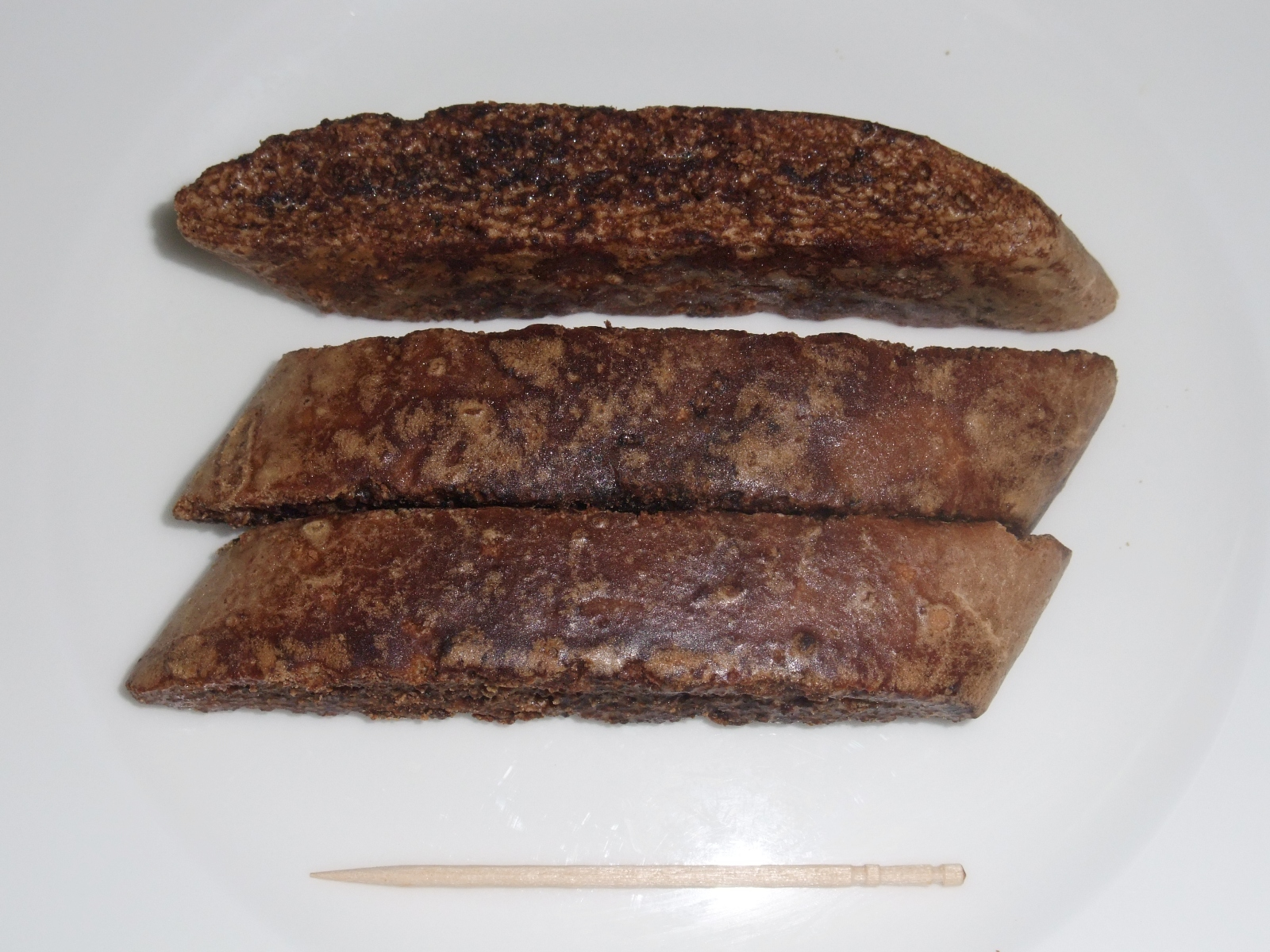
黒棒

黒棒（くろぼう）とは、主に九州地方（福岡県筑後地方や佐賀県、熊本県）で作られてきた焼菓子の1種である。

## 概要
製法は黒砂糖、卵、小麦粉、重曹を練って寝かせた生地を棒状に成型してオーブンで焼き、適当な長さに切り揃えた後、黒砂糖やショウガで作った糖蜜を表面に塗り、乾燥させる。地元の方言ではくろんぼうと呼ばれている。黒砂糖の代わりに白砂糖を用いるものもあり、白棒（しろぼう）と呼ばれる。他に類似した物に紫蘇パン（しそパン）等がある。

## 歴史
黒棒の起源ははっきりしない。コムギの生産は現在の九州でも行われているが、これに加えてかつては九州でもサトウキビ栽培と黒砂糖製造も行われていたので農家が菓子として作ったのではないかという説や、南蛮菓子として渡来したビスコッティ（イタリア語 Biscotti di Prato）の製法が日本化したものという説もある。黒棒は製菓会社によって大量生産がなされており、現在では九州地方ばかりではなく、日本中で市販されている。売価が安いので、駄菓子の1種と見なされることも多く、下町のブラウンケーキなどと呼ばれることもある。

## 主なメーカー
- クロボー製菓 - 福岡県久留米市
- 橋本製菓 - 熊本県玉名郡南関町
- トリオ食品 - 福岡県八女市

## げたんは

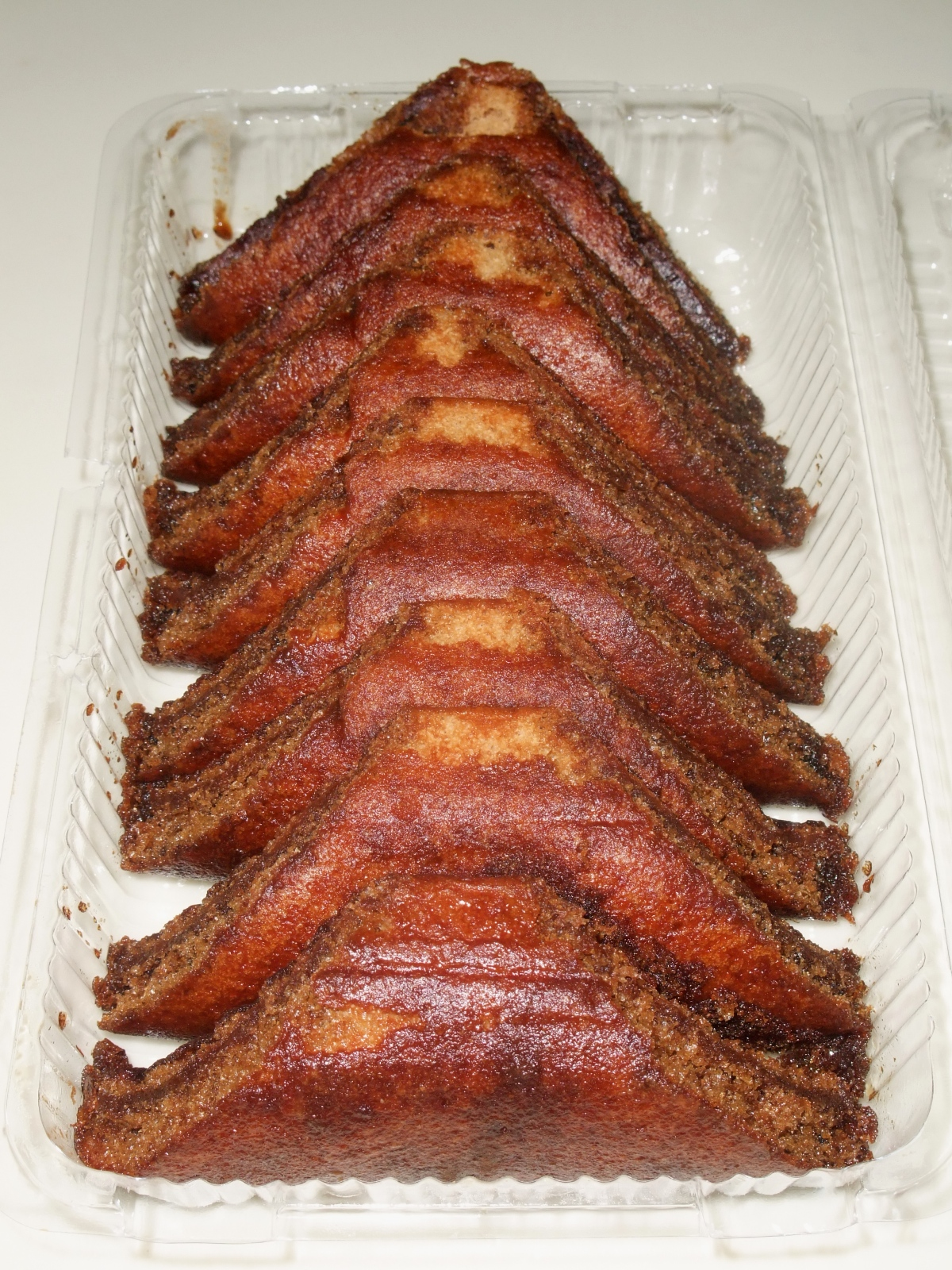
げたんは

鹿児島県には、げたんは（下駄ん歯）と呼ばれる黒棒に類似した郷土菓子がある。原料や味は黒棒とほぼ同じであるが、形状が下駄の歯のように平たい直角二等辺三角形または台形で、周囲に付けられる黒蜜も、完全には乾燥させずに半生の状態に仕上げている。
鹿児島県では、スーパーマーケットやコンビニエンスストアでも常時販売されているが、他県では郷土菓子コーナーや物産展などに限って販売されることが多く、売価も鹿児島県で買うよりも高いことが一般的である。